# 船橋情報ビジネス専門学校
船橋情報ビジネス専門学校（ふなばしじょうほうビジネスせんもんがっこう）は、千葉県船橋市にある私立専修学校。運営は学校法人三橋学園が行っている。学校の略称は、船橋情報（ふなばしじょうほう）、FJB（エフジェービー）。

## 教育理念
「若者をハッピーに」という理念を掲げ、技術教育はもちろんのこと、ヒューマンスキルを磨くための教育を充実させているのが大きな特徴である。

## 沿革

### 概歴
後に初代理事長となる故三橋かね（明治37年～平成5年）が、昭和12年に大東亜戦争のため、洋裁教師として勤めていた米シンガーミシンカンパニーの退職を期に、出生の地である船橋市に開店したコルボー洋装店が学園の起源となった。終戦後の昭和23年、後にコルボー服装女学院と校名変更される津田沼洋裁学院が開校されて以降、今日に至るまで70年以上学校教育を続け、昭和56年、教育功労により勲五等瑞宝章が授与された三橋かねは、コルボービジネス専門学校を開校し初代校長に就任した。3年後の昭和59年には、時代の変化に合わせ船橋情報ビジネス専門学校に校名を変更し、後に2代目理事長となる鳥居勝一が2代目校長に就任、千葉県初のIT系学科を設立した。

### 年表
- 1937年、船橋市にコルボー洋装店を開店。
- 1938年、コルボー洋装店の2階にコルボー洋裁研究所を設立。
- 1948年、津田沼駅前に「津田沼洋裁学校」として創設され、県知事の認可を受ける。
- 1951年に財団法人三橋学園として認可を受け、船橋駅前に校舎を移転し「コルボー服装女学院」に校名変更して新たに開設される。
- 1966年に学校法人三橋学園として認可を受けた。1976年 「コルボー家政専門学校」に校名変更。
- 1981年 学校法人三橋学園を母体として、イトーヨーカドー船橋店6階に「コルボービジネス専門学校」を設立。
- 1984年には現在の「船橋情報ビジネス専門学校」へ校名変更。
- 1988年に現在の住所に本館を竣工し移転する。
- 1991年には本館に隣接して2号館が竣工。
- 2002年本館と2号館からやや離れた所（船橋北口から伸びる大通り沿い）に3号館を竣工。
- 2015年に4号館を2号館後方船橋駅側に竣工。
- 2016年に3号館1階に「トレポンテ駅前保育園」を開設。
- 2019年に5号館竣工。

## 設置学科

### 2年制
情報ネットワーク科
- 千葉県唯一のシスコシステムズ社認定専門学校であり、シスコネットワーキングアカデミー公認のカリキュラムを使用。
- 1年次はシスコシステムズが認定するCCNAや、国家資格であるITパスポートの取得を目指す。一部学生は選択で1年次後期以降に基本情報技術者の取得も目指す。

情報処理科
- プログラミングやシステム開発に必要な知識を学ぶ学科。
- 1年次はITパスポートや基本情報技術者の取得を目指し、一部学生は選択で1年次後期以降に応用情報技術者の取得も目指す。2年次は卒業研究としてシステム開発演習をチームで行う。

ITビジネス科
- ITパスポートと日商簿記を取得し、営業・事務・販売職だけでなく、ITの専門学校の強みを生かし、システムエンジニアやプログラマとしての就職も目指す。

Webクリエイター科
- グラフィックソフト(2D･3D)やWeb技術を学ぶ学科。プロが使うグラフィックソフトやWebサイトのコーディング技術をマスターし、Webデザイナー、DTPデザイナー、HTMLプログラマーを目指す。
- デジタル教育のトップランナー「デジタルハリウッド」と提携。卒業後、学校の推薦を受けてデジタルハリウッド大学（文部科学省認可の4年制大学）の3年次に編入することが可能。

### 3年制
ITエンジニア科3年制
- 情報ネットワーク科と情報処理科のカリキュラムを元に構成されている。
- 1年次はITパスポートと基本情報技術者、2年次はCCNAと応用情報技術者の取得を目指す。一部学生は選択で2年次後期から3年次にかけて高度情報処理技術者の取得も目指す。

こども学科
- 保育士・幼稚園教諭等の資格の取得を目指す。幼稚園教諭二種免許と保育士資格の両方が取得可能。
- こども学科が設置されている3号館にはトレポンテ駅前保育園が併設されており、現役の保育士・幼稚園教諭の指導のもと実習が行われている。

### 4年制
ITエンジニア科4年制（大学併修コース）
- 産業能率大学との併修により、大学卒業の学位「学士」と4年制専門学校卒業の「高度専門士」を同時に得る学科。
- 1年次はITパスポートと基本情報技術者、2年次はCCNAと応用情報技術者、2年次後期以降は高度情報処理技術者、3年次以降はCCNAの上位資格であるCCNPの取得を目指す。一部学生は選択で複数の高度情報処理技術者の取得も目指す。

## 所在地
- 本館、2号館、4号館……千葉県船橋市本町7-12-16
  - ITエンジニア科（4年制・3年制）、情報処理科、ITビジネス科
  - 事務局、広報部・入試相談室、就職指導室
- 3号館……千葉県船橋市本町6-8-1
  - こども学科、トレポンテ駅前保育園、社会人事業部
- 5号館……千葉県船橋市本町6-3-17
  - 情報ネットワーク科、Webクリエイター科

## 交通アクセス
- JR総武線船橋駅・東武野田線船橋駅の北口より徒歩6分
- 京成本線京成船橋駅から徒歩8分
- 東葉高速鉄道東海神駅から徒歩6分